# Métairie (colonat partiaire)
Pour les articles homonymes, voir Métairie et Colonat partiaire.
Une métairie est un ensemble de bâtiments et de terres voués à l'agriculture et occupé par un métayer et sa famille.

## Métayage
C'est l'association d'un propriétaire qui apporte le capital et d'un métayer qui propose son travail. Le bailleur souvent intervient directement dans la gestion de l'exploitation (le choix des productions, etc.), mais c'est le métayer qui gère au quotidien. Le terme de « métayage » vient étymologiquement de « moitié » signifiant un partage par moitié des produits, mais cela peut être différent selon les traditions du lieu et de l'époque, et la négociation lors de la conclusion du contrat.

## En France

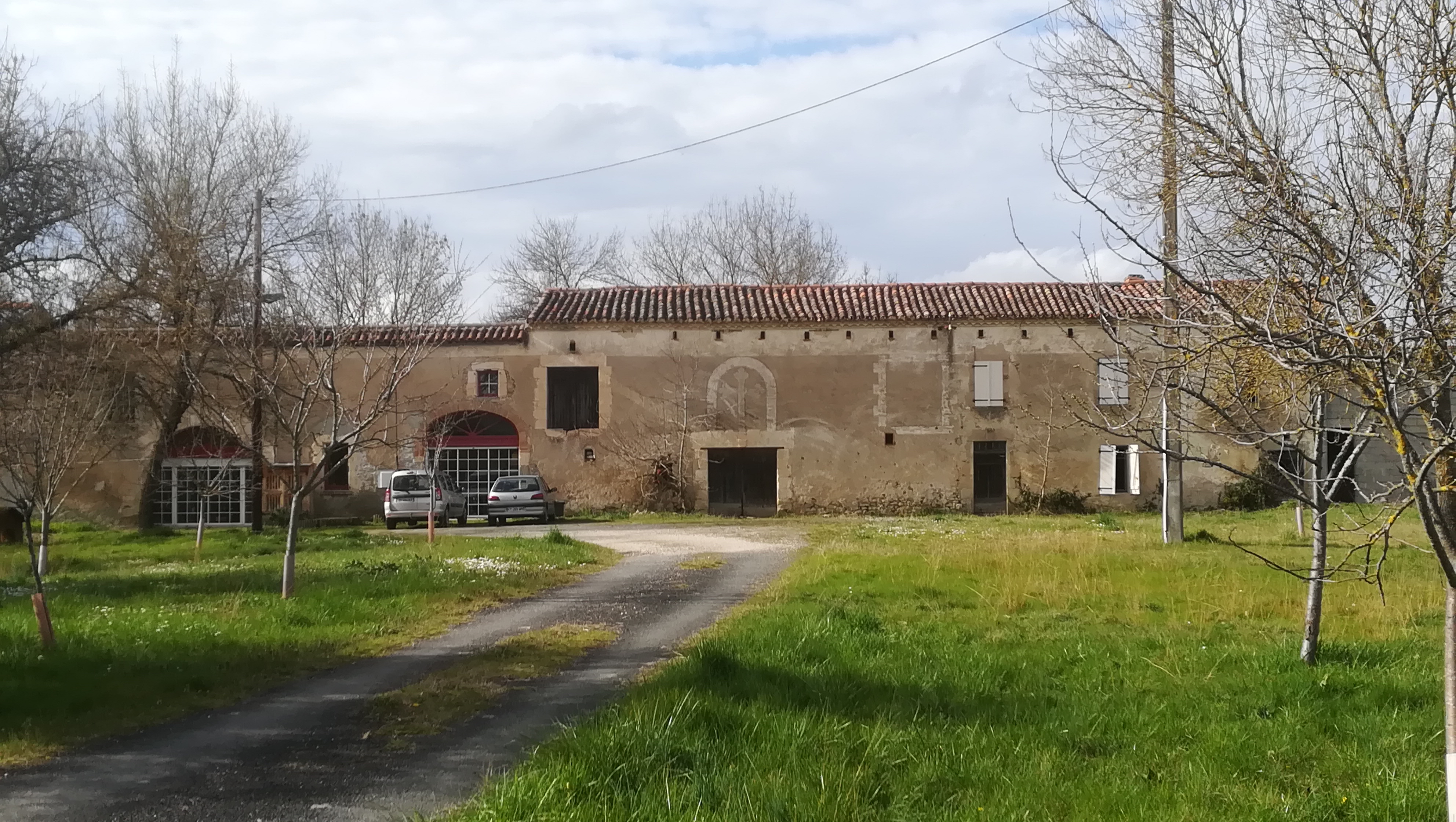
Métairie La Borie Basse à Lautrec, Tarn.

### Description
En France, le métayage est traité dans l'article L462-1 du Code rural : « Le bail à colonat paritaire ou métayage est le contrat par lequel le possesseur d'un bien rural le remet pour un certain temps à un preneur qui s'engage à le cultiver, sous la condition d'en partager les produits avec le bailleur. ». L'article L.417-3 limite la part du bailleur au maximum au tiers des produits.

### Historique des métairies dans l'ouest de la France
Dans l'ouest de la France, il existe deux sortes d'exploitations agricoles : les grandes sont les métairies (elles font de 20 à 60 ha selon les régions), les petites qui font moins de 15 ha et souvent moins de 10 ha s'appellent soit des closeries, soit des borderies.
La métairie est donc exploitée par le cultivateur, laboureur, le bordage est exploité par le bordager. Ils sont tous les deux locataires. Le laboureur a souvent un niveau de vie plus aisé que le bordager. D'ailleurs certains laboureurs sont parfois propriétaires d'un bordage.
Le métayer payait en nature ou en argent un pourcentage de ses récoltes, définit selon le métayage, le contrat de bail signé, ou la parole donnée (souvent 50 % dans l'ouest de la France). Un fermier payait une somme fixe, le fermage, car il payait à ferme. Une bonne année pouvait lui être bénéfique, une mauvaise pouvait l’entraîner dans de graves difficultés : il fallait payer la somme prévue.
Dans l'ensemble, les fermiers étaient plus à l'aise que les métayers. Les métayers voyaient aussi beaucoup plus souvent leurs propriétaires ou leurs « régisseurs » qui contrôlaient les fraudes ou dissimulations.

## Au Québec
Une partie de l'exploitation agricole de la Nouvelle-France (Québec) procédait sous forme de la métairie, en particulier sur l'île des Sœurs (anciennement île Saint-Paul), aujourd'hui à Montréal. Le toponyme du parc de la Métairie le commémore.